# Oh Chwee Hock
Oh Chwee Hock, znany także jako Christopher Oh (ur. ?, zm. 1996 w Australii) – singapurski piłkarz wodny, olimpijczyk.
W 1956 roku wystąpił w piłce wodnej na igrzyskach w Melbourne. Zagrał w jednym ze spotkań fazy grupowej (przeciwko Włochom), a także w dwóch meczach rundy klasyfikacyjnej o miejsca 7–10 (przeciwko Rumunom i Australijczykom). Singapurczycy przegrali wszystkie spotkania i zajęli ostatnie 10. miejsce. Złoty medalista Igrzysk Azjatyckich 1954 w Manili.
Z zawodu był policjantem. Po igrzyskach w Melbourne, które były jego ostatnim międzynarodowym turniejem, opuścił szeregi singapurskiej policji i został kaznodzieją świeckim w Australii, gdzie zmarł w 1996 roku.